# BSA Besa
La BSA Besa Machine Gun era una versione britannica della mitragliatrice media cecoslovacca ZB-53, raffreddata ad aria, alimentata a nastro. Fu estesamente usata dalle forze armate britanniche durante la seconda guerra mondiale come mitragliatrice per carri armati e altri blindati, a rimpiazzo della più pesante Vickers raffreddata ad acqua. Anche se richiedeva la modifica dei mezzi per una più grande feritoia nella corazzatura, era tuttavia un'arma estremamente affidabile. Il nome deriva dall'azienda produttrice Birmingham Small Arms Company (BSA), che ottenne la licenza di produzione dalla Zbrojovka Brno cecoslovacca. Il War Office ordinò l'arma nel 1938; la produzione iniziò nel 1939, incorporando alcune modifiche.

## Sviluppo ed impiego

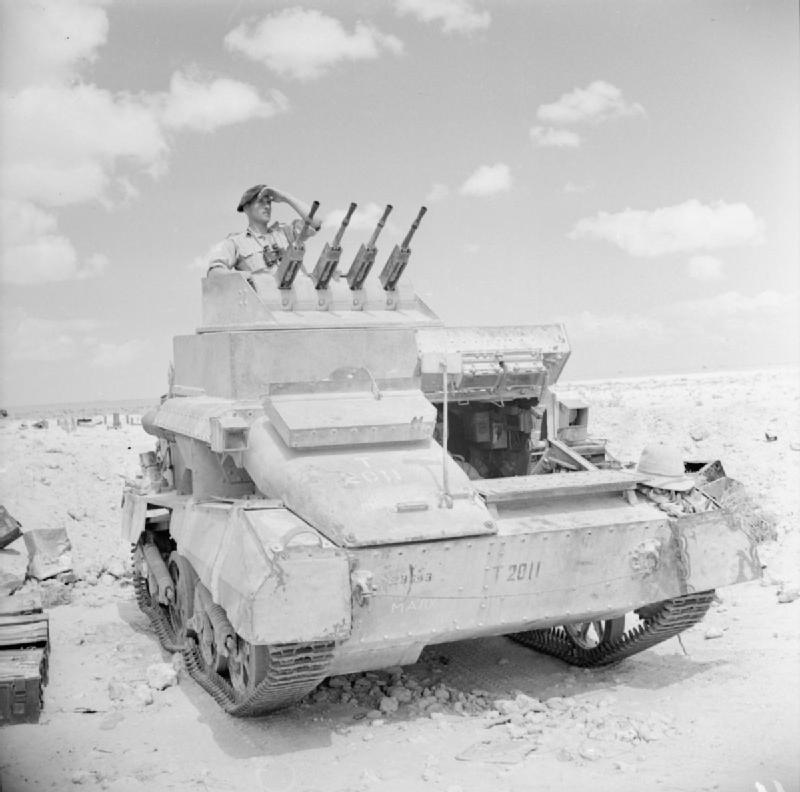
Vickers Light Tank AA Mk I con 4 Besa in torretta.

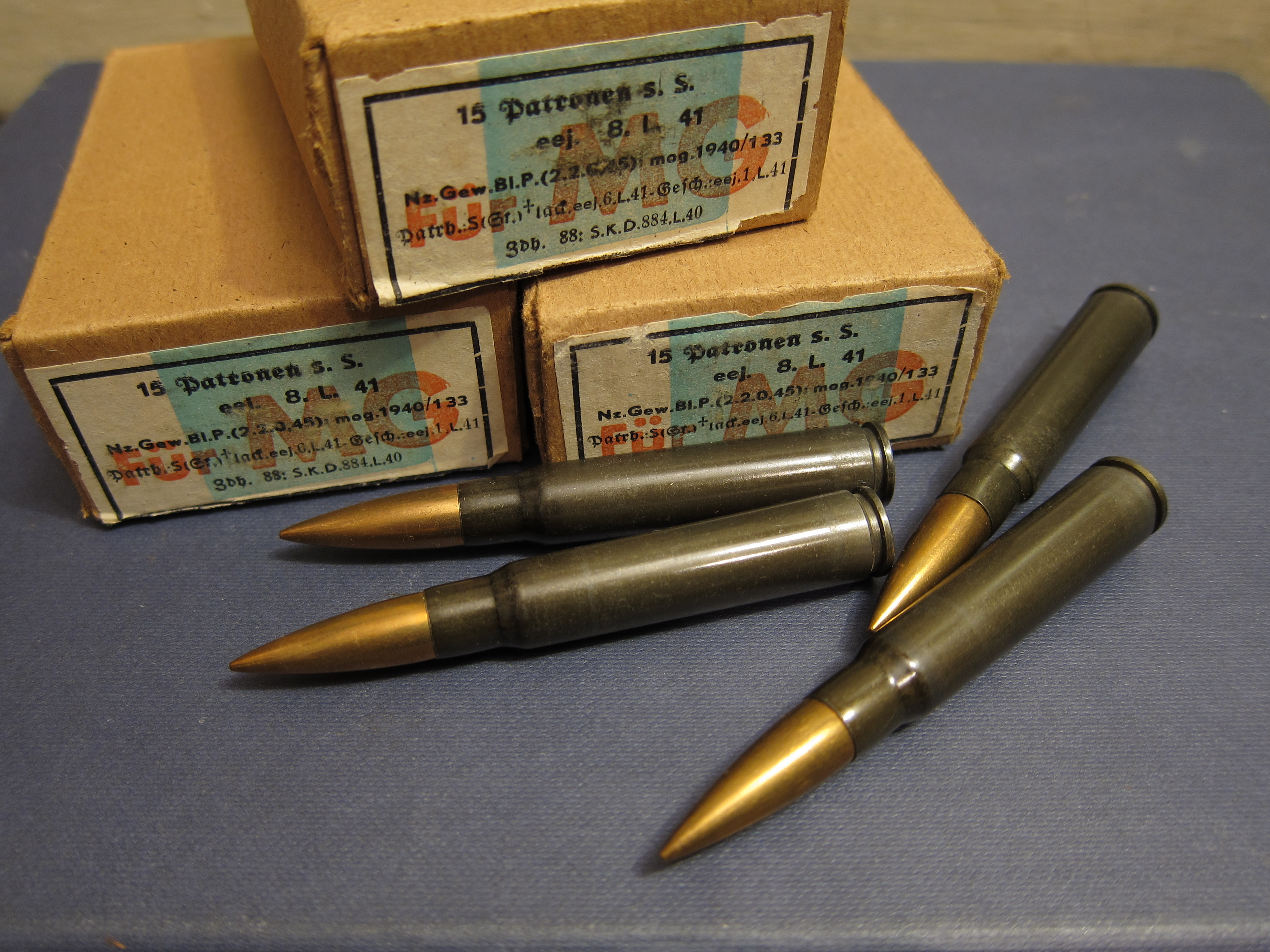
Munizione 7,92 × 57 mm Mauser del 1941. La Besa poteva camerare anche questa munizione.

Le forze armate britanniche usavano la munizione rimmed .303 British per fucili e mitragliatrici, mentre la ZB-53 era stata progettata per la munizione tedesca rimless 7,92 × 57 mm Mauser, indicata dagli inglesi come 7,92 mm. I britannici avevano pianificato il passaggio dalle munizioni rimmed a quelle rimless, ma la guerra imminente aveva sconsigliato tale cambiamento. La BSA ed il Ministry of Supply ritennero che le difficoltà industriali, tecniche e logistiche per convertire la Besa al calibro d'ordinanza .303 sarebbero state più onerose rispetto al mantenere il calibro originale 7,92 mm, soprattutto perché la catena di rifornimento del Royal Armoured Corps era già separata rispetto agli altri corpi combattenti del British Army. Di conseguenza la meccanica dell'arma non fu modificata per la produzione britannica. Inoltre, poiché la Besa usava lo stesso munizionamento di fucili e mitragliatrici della Wehrmacht, gli inglesi poterono usufruire degli stock catturati al nemico.
Il modello Mark II entrò in produzione nel 1940. Le modifiche riguardavano il selettore di tiro, che limitava la corsa della molla dell'otturatore, consentendo la scelta di una cadenza di tiro alta (800 colpi/min) ed una bassa (500 colpi/min). Con il prosieguo della guerra, l'arma venne ulteriormente modificata per renderne la produzione più rapida ed economica, arrivando così al modello Mark III; questo, essendo stato eliminato il selettore, venne prodotto in una versione L a bassa (low) ed una H ad alta (high) cadenza di fuoco. Questa mitragliatrice possiede una sorella maggiore, la 15 mm Besa, versione camerata per il proiettile 15 x 104 mm, che condivideva con la Besa il meccanismo di sparo a sottrazione di gas, e ne differiva unicamente per l'assenza del selettore di tiro.